# Gérasime II d'Alexandrie
Gérasime II Palladas est pape et patriarche orthodoxe d'Alexandrie et de toute l'Afrique de 1688 à 1710.